# Champignol-lez-Mondeville
Champignol-lez-Mondeville település Franciaországban, Aube megyében. Lakosainak száma 259 fő (2022. január 1.). Champignol-lez-Mondeville Arconville, Bligny, Saint-Usage, Urville, Ville-sous-la-Ferté, Vitry-le-Croisé, Laferté-sur-Aube és Villars-en-Azois községekkel határos.

## Népesség
A település népességének változása:
| Lakosok száma | 393  | 331  | 288  | 335  | 323  | 306  | 276  | 264  | 257  | 259  |
|               | 1968 | 1982 | 1990 | 2006 | 2013 | 2015 | 2017 | 2019 | 2020 | 2022 |